# Kusam ibn Abbas
Kusam ibn Abbas (geboren um 624 in Medina) war ein arabischer Staatsmann und Prediger. Der Herrscher von Mekka unter dem Kalifen ʿAlī ibn Abī Tālib, einer der Teilnehmer an der Eroberung Zentralasiens durch das Arabische Kalifat, war der erste Prediger des Islam im heutigen Usbekistan.

## Leben
Kusam ibn Abbas wurde um 624 in Medina geboren. Er war ein Cousin des Offenbarers des Islam, Mohammed, und wurde später sein Gefährte. Unter der Herrschaft des Kalifen ʿAlī ibn Abī Tālib übernahm er das Amt des Herrschers von Mekka. Während der Herrschaft von Muavia nahm ibn Abu Sufyan an der Eroberung Zentralasiens unter der Führung des stellvertretenden Gouverneurs Khorasan Said ibn Usman teil.
Auf Befehl von Said ibn Usman blieb Kusam ibn Abbas mit mehreren Soldaten in Samarkand, um den Islam zu propagieren und zu verbreiten sowie die Scharia in der Stadt durchzusetzen. Im Jahr 677 wurde Samarqand von Sogdiern angegriffen und Kusam ibn Abbas wurde bei der Verteidigung der Stadt getötet.
Kusam ibn Abbas wurde auf dem Bonu-Nostiya-Friedhof in Samarkand beigesetzt. Während der Herrschaft des letzten Herrschers des seldschukischen Staates, Sultan Ahmad Sandschar (1118–1157), wurde auf diesem Friedhof eine Medresse von Kusamia errichtet (die derzeit nicht erhalten ist). Während der Herrschaft von Timur wurde auf seinem Grab das Mausoleum von Kusam ibn Abbas errichtet, das mit verschiedenen arabischen Inschriften und zentralasiatischen Mustern aus der Zeit der Timuriden verziert ist. Später wurde dieses Gebäude Teil des Shohizinda (einer Nekropole in Zentralasien), das eines der einzigartigen Denkmäler der mittelalterlichen zentralasiatischen Architektur ist.